# Jaime Lazcano
Jaime Lazcano Escolá (Pamplona, 30 dicembre 1909 – Madrid, 1º giugno 1983) è stato un calciatore spagnolo, di ruolo attaccante.

## Caratteristiche tecniche
Attaccante dal tiro potente, abile nei movimenti, veloce nella corsa, e dotato di un'ottima visione di gioco, Lazcano aveva un buon fiuto del gol, sia dentro che fuori area. Era altresì un ottimo assist-man.

## Carriera

### Club
Jaime inizia la propria carriera nell'Osasuna. Rimane nel club di Pamplona per 3 stagioni prima di trasferirsi, nell'estate del 1928, al Real Madrid. Con i Blancos raccoglierà 81 presenze nel massimo campionato, che vincerà per due volte: nel 1931-32 e nel 1932-1933. Conquisterà anche una Copa del Rey la stagione successiva. È curiosamente risultato -il 10 febbraio 1929- il primo giocatore della storia del club madrileno a segnare un gol nell'allora neonata Liga.
A fine stagione sceglie il Salamanca, dove resterà per soli 6 mesi, prima di approdare all'Atletico Madrid, club con il quale chiuderà la carriera da giocatore nel 1936.

### Nazionale
Esordisce con la Nazionale spagnola nel 1929, giocando 5 incontri sino all'anno successivo.

## Palmarès

### Competizioni nazionali
- Campionato spagnolo: 2

Real Madrid: 1931-1932, 1932-1933
- Coppa di Spagna: 1

Real Madrid: 1934